# Aldora (Géorgie)
Aldora est une ville américaine située dans le comté de Lamar, en Géorgie. Selon le recensement de 2020, sa population est de 0 habitant.